# Bren (Maschinengewehr)
Das leichte Maschinengewehr Bren wurde von den Streitkräften Großbritanniens im Zweiten Weltkrieg eingesetzt und diente als leichtes Maschinengewehr auf Gruppenebene.

## Geschichte
Der Name basiert auf den Anfangsbuchstaben der beiden Orte Brno (dt. Brünn, Tschechoslowakei) und Enfield. Brno, weil dort das Ausgangsmodell, das ZB vz. 26 hergestellt wurde. Das Bren-Maschinengewehr wurde durch die Royal Small Arms Factory in Lizenz in Enfield und später auch in der Small Arms Factory in Lithgow, NSW, Australien hergestellt und ersetzte das veraltete Lewis MG. Es ist ein zuschießender Gasdrucklader mit einem Kippblockverschluss analog zum tschechoslowakischen ZB vz. 26. Im Zweiten Weltkrieg verschoss es die Patrone Cartridge, S.A., Ball, .303-inch, Mark VI, die auch für die Lee-Enfield-Gewehre verwendet wurde.
Während des Zweiten Weltkrieges wurden die Streitkräfte Chiang Kai-sheks mit etwa 43.000 von John Inglis in Kanada hergestellten Bren im Kaliber 7,92 × 57 mm Mauser beliefert. Die Herstellung in diesem Kaliber war kein Problem, da auch die Ursprungswaffe ZB vz. 26 für dieses Kaliber eingerichtet war.
Nach dem Zweiten Weltkrieg wurde das Bren-Maschinengewehr in vielen Konflikten wie dem Koreakrieg, in Malaysia, Zypern und im Jemen eingesetzt.
An die NATO-Munition (7,62 × 51 mm) angepasst (nun mit der Bezeichnung L4A1 bis L4A6), nutzte die britische Armee die Waffe bis in die 1990er-Jahre in Konflikten wie Nordirland, dem Falklandkrieg und dem zweiten Golfkrieg. Sie ist heute noch bei den Armeen Indiens, Pakistans und vielen anderen Ländern mit Bindungen zum Commonwealth in Verwendung. Die Republik Irland musterte ihre Bestände erst im Jahr 2006 aus.

## Funktion

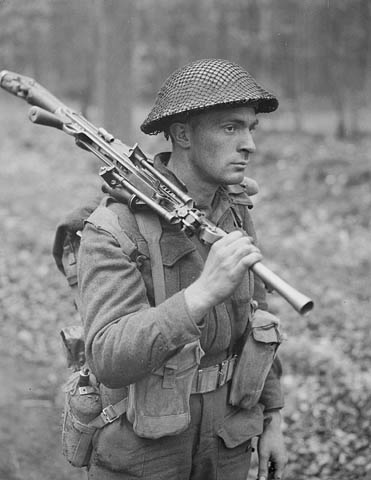
Infanterist der 5th Canadian Armoured Division mit einem Bren Mark 1, 1945

Das Bren-Maschinengewehr ist ein zuschießender Gasdrucklader mit einem starr oben im Verschlussgehäuse verriegelnden Kippblockverschluss. Die beim Schuss beweglichen Teile sind der Gaskolben mit dem Steuerstück und der darauf aufgesetzte Verschlussblock. Beim Rücklauf löst das Steuerstück in einer ersten Phase die Verriegelung des Verschlussblockes und läuft mit diesem bis zum Anschlag zurück. Dabei wird die leere Hülse nach unten ausgeworfen und die im Kolben liegende Schließfeder über einen Verbindungsstift gespannt. Im Vorlauf entnimmt der Verschluss eine Patrone aus dem oben eingesetzten Magazin, schiebt sie ins Patronenlager und wird am Laufende gestoppt. Das Steuerstück läuft weiter und drückt mit einer Rampe den hinteren Teil des Verschlusses nach oben, wo er im Verschlussgehäuse verriegelt. In der letzten Vorlaufphase löst das Steuerstück die Zündung der nächsten Patrone aus.

## Einsatz
Die im Zweiten Weltkrieg von den Alliierten verwendeten Bren-Maschinengewehre hatten Kurvenmagazine, da sie sich konisch verjüngende Patronen verschossen, die überdies einen Rand hatten. Sie hatten eine Kapazität von 30 Schuss. Um die Magazinfeder nicht zu überlasten, wurden meist nur 27 bis 28 Schuss geladen. Zur Fliegerabwehr konnten Trommelmagazine mit 100 Schuss verwendet werden.
Das Bren-MG hat im Vergleich zum deutschen MG 34 und MG 42 eine niedrigere Kadenz von 480 bis 540 Schuss pro Minute. Im Infanterieeinsatz genügte diese Kadenz. Sie machte die Waffe besser beherrschbar und sparte Munition; einzig für die Flugabwehr wäre eine höhere Kadenz von Vorteil gewesen. Die Magazinkapazität von 30 Schuss war damals für ein leichtes Maschinengewehr die Norm, der Magazinwechsel war eine Sache von Sekunden und konnte auch im Laufen erfolgen.
Der auf dem Lauf und Ersatzlauf angebrachte Tragegriff ermöglichte den problemlosen Laufwechsel auch bei heißgeschossenem Lauf. Auf die Seite heruntergeklappt diente er zum Führen der Waffe beim Schuss aus dem Hüftanschlag.
Obschon das Bren als leichtes Maschinengewehr für den Schuss ab Zweibein und aus der Hüfte vorgesehen war, existierte eine einfache Dreibein-Lafette, die auch als Fliegerabwehrstütze verwendet werden konnte. Das Gewicht des Bren mit vollem Magazin lag mit 11,3 kg (Bren Mark 4: 9,95 kg) für ein leichtes Maschinengewehr in der Norm, trotzdem wurde es auf längeren Märschen oftmals zerlegt und in Teilen von zwei Soldaten getragen.
Das Bren war für seine Zuverlässigkeit in Kälte und Hitze bekannt. Die verstellbare Gasdüse am vorderen Ende des Gaszylinders erlaubte, bei schlechter Funktion der Waffe mit einem einfachen Handgriff Abhilfe zu schaffen. Zudem trug das oben eingesetzte Magazin dazu bei, dass die Patronenzufuhr auch bei schlechten Verhältnissen funktionierte. Da Magazinschacht und Hülsenauswurföffnung verschließbar waren, verschmutzte der Mechanismus auch bei langen Märschen und schlechten Wetterverhältnissen nicht, was sich besonders im Wüstenkrieg zeigte.

## Versionen
| Bezeichnung | Beschreibung |
| ----------- | --- |
| Mark 1      | Hergestellt ab August 1938. Entspricht bis auf einige technische Verbesserungen dem tschechoslowakischen ZB vz. 26. |
| Mark 2      | Eingeführt 1941. Vereinfachte Ausführung des Mark 1.                                                                |
| Mark 3      | Eine verkürzte und leichtere Mark 2 von Enfield, Lauflänge 565 mm, hergestellt für den Kampf in Asien ab 1943.      |
| Mark 4      | Ab 1944 hergestellt, Lauflänge wie Mark 3                                                                           |
| L4A1        | Mark-3-Umbau auf 7,62 × 51 mm, mit Mark-1-Zweibein                                                                  |
| L4A2        | Mark-3-Umbau auf 7,62 × 51 mm, mit leichterem Zweibein                                                              |
| L4A3        | Mark-2-Umbau auf 7,62 × 51 mm                                                                                       |
| L4A4        | L4A2-Ausführung mit verchromtem Lauf                                                                                |
| L4A5        | Mark-3-Umbau auf 7,62 × 51 mm mit normalem Lauf für die Royal Navy                                                  |
| L4A6        | L4A1-Ausführung mit verchromtem Lauf                                                                                |
| L4A8        | L4A4-Ausführung mit Montagevorrichtung für Optiken (ähnlich GPMG)                                                   |
| L4A9        | L4A8-Ausführung mit verstärkter Zweibeinhalterung gegen Kippen                                                      |